# نجات علیمرادی

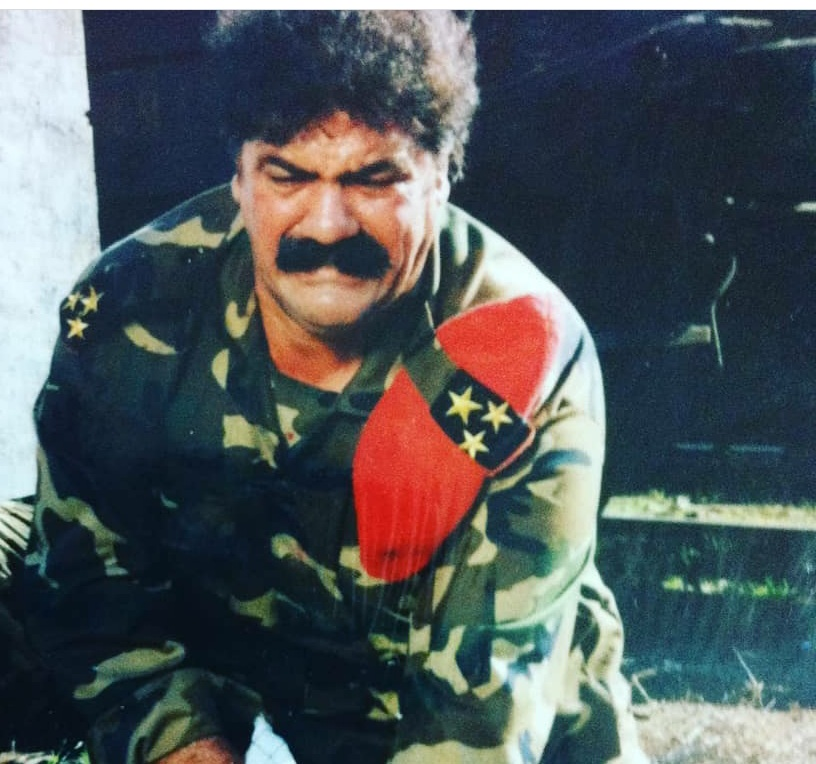
نجات علی‌مرادی در نمایی از فیلم لوکوموتیوران

نجاتعلی علی‌مرادی (زادهٔ ۴ فروردین ۱۳۳۲) بازیگر ایرانی است. او که بازیگری را به صورت تجربی آموخته، با فیلم پرواز از اردوگاه پا به عرصه نمایش نهاد. از آثاری که او در آنها ایفای نقش کرده می‌توان به قانون و کت جادویی اشاره کرد.

## فیلم‌شناسی

### سینما
1. پرواز از اردوگاه (حسن کاربخش، ۱۳۷۲)
2. قانون (فرامرز قریبیان، ۱۳۷۴)
3. هفت گذرگاه (جمشید حیدری، ۱۳۷۴)
4. بالاتر از خطر (فیلم ۱۳۷۵) (سعید عالم‌زاده، ۱۳۷۵)
5. توفان شن (جواد شمقدری، ۱۳۷۵)
6. دنیای وارونه (شهریار بحرانی، ۱۳۷۶)
7. کلید ازدواج (داوود موثقی، ۱۳۷۶)
8. مهر مادری (کمال تبریزی، ۱۳۷۶)
9. معصوم (داوود توحیدپرست، ۱۳۷۷)
10. لوکوموتیوران (اصغر نصیری، ۱۳۷۹)
11. شک (ساموئل خاچیکیان، ۱۳۸۰)
12. شغال (اصغر نصیری، ۱۳۸۴)
13. پازل (علی غفاری، ۱۳۸۶)
14. نامزد آمریکایی من (داوود توحیدپرست، ۱۳۸۷)
15. شیرین قناری بود (داوود توحیدپرست، ۱۳۹۰)
16. برج آرام (مسعود اطیابی، ۱۳۹۱)
17. سوت دل (نادر طریقت، ۱۳۹۳)

### مجموعه‌های تلویزیونی
1. شیطان در خانه(محمدرضا زهتابی، ۱۳۷۲)
2. خانه در آتش (علی نقی‌لو، ۱۳۷۳)
3. ضلع ششم (مسعود فروتن، ۳–۱۳۷۲)
4. راهیان (علی بیابانی، ۱۳۷۴)
5. پهلوانان نمی‌میرند (حسن فتحی، ۱۳۷۶)
6. آبدارشاه (رحیم رحیمی‌پور، ۱۳۷۹)
7. رؤیای ناتمام (جواد اردکانی، ۱۳۸۲)
8. مسافر زمان (مسعود نوابی، ۱۳۸۲)
9. او مثبت (علی شاه‌حاتمی، ۱۳۸۳)
10. روح مهربان (امیر قویدل، ۱۳۸۴)
11. روزهای اعتراض (حسین سهیلی‌زاده، ۱۳۸۴)
12. مار و پله (محسن یوسفی، ۱۳۸۵)
13. یک وجب خاک (علی عبدالعلی‌زاده، ۱۳۸۶)
14. عید امسال (سعید آقاخانی، ۱۳۸۸)
15. بچه‌های مسجد (مرضیه منصوری، ۱۳۸۸)
16. ماهرخ (حمیدرضا حافظی، ۱۳۸۹)
17. زن‌بابا (سعید آقاخانی، ۱۳۸۹)
18. قلب یخی (محمدحسین لطیفی، ۹۳–۱۳۸۹)
19. زن‌بابا (سعید آقاخانی، ۱۳۸۹)
20. سهمی برای دوست (مسعود اطیابی، ۱۳۹۰)
21. دست بالای دست (محسن یوسفی، ۱۳۹۱)
22. زمانی برای عاشقی (محمدحسین لطیفی، ۱۳۹۲)
23. گذر از رنج‌ها (فریدون حسن‌پور، ۱۳۹۳)
24. محکومین (حسین قناعت، ۱۳۹۶)
25. خداداد (سعید سعدی، ۱–۱۴۰۰)
26. خوشنام (علیرضا نجف‌زاده، ۱–۱۴۰۰)